# Ладыженская, Таиса Алексеевна
Таи́са Алексе́евна Лады́женская (5 апреля 1925 — 22 ноября 2017) — российский филолог, педагог, методист. Автор учебников по русскому языку, доктор педагогических наук. Лауреат государственной премии СССР (1984).

## Биография
Родилась 5 апреля 1925 года в Елизаветграде. Училась в начальной школе, в Умани.
В 1946 г. окончила Ленинградский государственный педагогический институт им. А. И. Герцена. С 1941 г. учитель в Кемеровской области. В 1951—1956 гг. преподавала в Майкопском педагогическом институте и в средней школе, В 1951 году защитила кандидатскую диссертацию по педагогике на тему: "Методика изучения имени существительного в V классе ". В 1972 году защитила докторскую диссертацию «Система работы по развитию связной устной речи учащихся».В 1956—1981 гг. работала в Научно-исследовательском институте средств и методов обучения Академии педагогических наук СССР. С 1981 г. заведующая кафедрой методики преподавания русского языка в Московском государственном педагогическом институте им. В. И. Ленина.
Во время работы в МГПИ работала в авторском коллективе, который написал учебники для 4-8 классов по русскому языку. За данные учебники в 1984 году Ладыженская Таиса Алексеевна вместе с коллегами получила Государственную премию СССР. Кроме того она автор учебников по риторике для 1-11 классов. За 1990-е и 2000-е учебники подготовленные коллективом авторов под руководством Ладыженской Таисы Алексеевны были наиболее распространёнными среди российских школьников. В 2004 году опубликовано уже 31-е издание учебника по русскому языку для 5-го класса.
С 1981 заведовала кафедрой методики преподавания русского языка в Московском педагогическом государственном университете. С 1988 года профессор кафедры культуры речи Московского государственного педагогического института. Скончалась в ноябре 2017 года в возрасте 93 лет. Похоронена на Хованском кладбище.

## Сочинения
- Учебник по русскому языку для 4-8 (5-9) классов.
- Учебник по риторике для 1-11 классов.
- Методическое пособие «Живое слово» для учителей-словесников.

## Награды
- Премия Ушинского за учебник русского языка для 4(5) классов (1970)
- Государственная премия за цикл учебников для 4-8 классов (1984) (совместно с М. Т. Барановым, Л. Т. Григорян, Л. А. Тростенцовой)
- Премия Правительства РФ в области образования (2008)
- медаль «За доблестный труд в Великой Отечественной войне».